# 泽当沙蜥
泽当沙蜥（学名：Phrynocephalus zetangensis）为鬣蜥科沙蜥属的爬行动物。在中国大陆，分布于西藏等地，常生活于雅鲁藏布江下游的荒漠-半荒漠环境以及海拔约3950m。该物种的模式产地在西藏泽当。